# Moenkhausia
Rod Moenkhausia je dalším z řady početnějších rodů tropických sladkovodních ryb bohaté čeledi tetrovitých (Characidae) jejichž domovem jsou vody tropické jižní a střední Ameriky.

## Popis a charakteristika
Rod byl ustanoven v roce 1903 C. H. Eigenmannem, který na počest svého přítele W. J. Moenkhause pojmenoval rod jeho jménem. Nejrozšířenější mezi chovateli jsou zejména tetra diamantová a tetra paraguayská.
Rod Moenkhausia tvarem těla kombinuje řadu velmi odlišných forem. Od ryb s relativně vyšším hřbetem až po ryby s podélně vřetenovitě protaženým tvarem těla. Ryby rodu Moenkhausia jsou 3,5 cm až 10 cm dlouhé. Postranní linie, kromě tetry paraguayské (Moenkhausia sanctaefilomenae) jsou kompletní a celistvé a jejich průběh je rovný nebo jen nepatrně se ohýbající dolů. Kořen ocasní ploutve je jako u rodu Hemigrammus šupinatý. Šupinky jsou na bázi ocasní ploutve menší než na zbytku těla. Tuková ploutvička je u tohoto rodu přítomna. Čelist je obvykle opatřena třemi zuby, které jsou osazeny bezprostředně za čelistním spojem. Některé druhy jsou ale také bezzubé. U samců některých druhů, jako například u terty diamantové jsou hřbetní a řitní ploutve zvětšené a srpovitě prodloužené.

## Systematika
Systematické uspořádání a řazení v rámci čeledě ještě není zcela ujasněno a konečné. Rod Moenkhausia není aktuálně přiřazen k žádné podčeledi. Rod je jedním z deseti dalších rodů přiřazeného k monofyletickému (monophyllus) kladu uvnitř čeledi tetrovití (Characidae) označovaný jako Hemigrammus klad.

## Rozšíření
Druhy rodu Moenkhausia jsou rozšířené v Jižní a Střední Americe. Areál rozšíření nalezených druhů pokrývá lokality Brazílie, Argentiny, Papaguaye, Peru, Uruguaye, Venezuely, Surinamu ad., zejména pak v povodích od Río Paraguay přes povodí Amazonky až po Río Orinoco, a dále např. v povodích Rio Tocantins, Rio Negro, Rio Miranda, Rio Ronuro, Rio Xingu, Rio Tapajós, aj.

## Chov

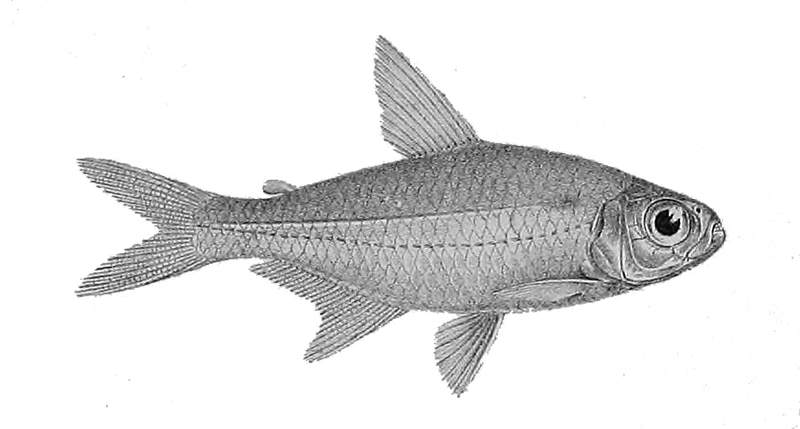
Tetra Collettova (Moenkhausia collettii)

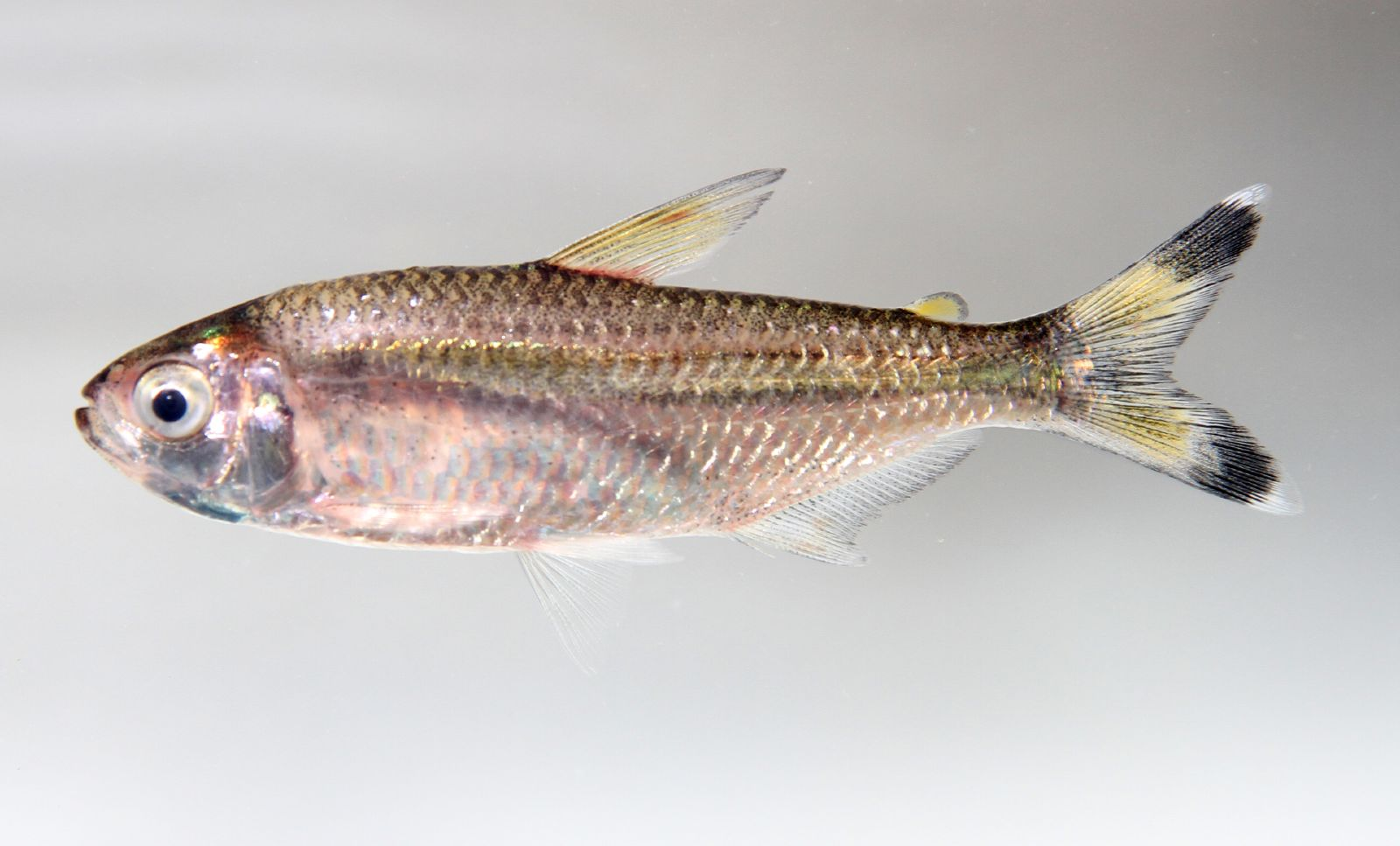
Tetra barevná (Moenkhausia dichroura)

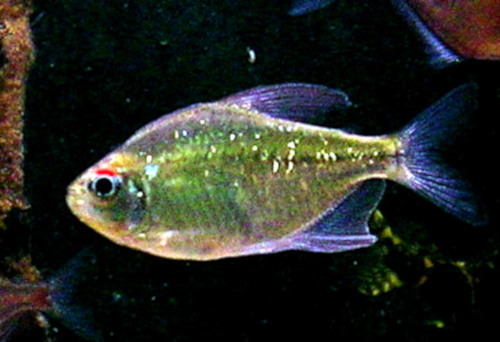
Tetra diamantová (Moenkhausia pittieri)

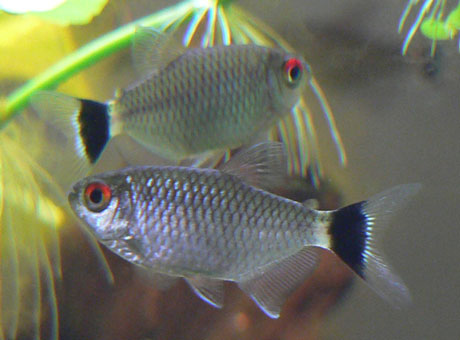
Tetra paraguayská (Moenkhausia sanctaefilomenae)

Druhy rodu Moenkhausia jsou hejnové ryby středních pásem chovných nádrží, v domovině pak středních partií vodního sloupce. Některé druhy mohou být příležitostně v utváření si životního prostoru teritoriálně náročné. V péči o potomstvo nevyžadují žádné mimořádné podmínky, vesměs kladou své jikry do spleti plovoucích jemnolistých rostlin. Podobně jako u rodu Hyphessobrycon a Hemigrammus je většina druhů ryb drobných, mírumilovných, barevných a žijících převážně v hejnech.
Jelikož ryby rodu Moenkhausia pochází převážně z pralesních vodních toků preferují většinou měkkou, lehce kyselou vodu o teplotě 22 °C až 28 °C. Chovné nádrže by měly být dobře a z důvodu udržení chemismu vody správně osázeny, nejlépe odpovídajícími biotopními rostlinami. Zbarvení a stálá živost učinily z některý malých a mírných druhů této čeledi velmi oblíbené akvarijní rybky. Vesměs žijí pospolitě a vyniknou v akváriích v početnějších skupinách. Stejně jako v domovském prostředí, vynikne nejlépe barevnost těchto ryb na tmavých pozadích a tmavších podložích či tmavých kamenech. Za tímto účelem je možno do písku v akváriích přidávat drcené proprané hnědé uhlí, kousky rašeliny, části slupek kokosových ořechů a starých částí kořenů a pařezů, ap.
- Odchov u některých novějších druhů rodu Moenkhausia může být i s ohledem k prozatím malých zkušenostem náročnější.

## Taxony
- Moenkhausia affinis Steindachner, 1915 – tetra podobná
- Moenkhausia agnesae Géry, 1965 – tetra Agnesina
- Moenkhausia atahualpiana (Fowler, 1907) – tetra atahualpská
- Moenkhausia aurantia Bertaco, Jerep & Carvalho, 2011
- Moenkhausia australe Eigenmann, 1908 – tetra jižní
- Moenkhausia barbouri Eigenmann, 1908 – tetra Berbourova
- Moenkhausia bonita Benine, Castro & Sabino, 2004 – tetra dobrá
- Moenkhausia browni Eigenmann, 1909 – tetra Brownova
- Moenkhausia celibela Marinho & Langeani, 2010
- Moenkhausia ceros Eigenmann, 1908 – tetra ceros
- Moenkhausia chlorophthalma Sousa, Netto-Ferreira & Birindelli, 2010
- Moenkhausia chrysargyrea (Günther, 1864) – tetra zlatostříbřitá
- Moenkhausia collettii (Steindachner, 1882) – tetra Collettova
- Moenkhausia comma Eigenmann, 1908 – tetra cudajská
- Moenkhausia copei (Steindachner, 1882) – tetra Copeova
- Moenkhausia cosmops Lima, Britski & Machado, 2007
- Moenkhausia costae (Steindachner, 1907) – tetra santaritská
- Moenkhausia cotinho Eigenmann, 1908 – tetra cotinho
- Moenkhausia crisnejas Pearson in Eigenmann & Myers, 1929 – tetra crisnejská
- Moenkhausia dasalmas Bertaco, Jerep & Carvalho, 2011
- Moenkhausia diamantina Benine, Castro & Santos, 2007
- Moenkhausia dichroura Kner, 1858 – tetra barevná[2]
- Moenkhausia diktyota Lima & Toledo-Piza, 2001 – tetra santaisabelská
- Moenkhausia doceana (Steindachner, 1877) – tetra docenská
- Moenkhausia dorsinuda Zarske & Géry, 2002 – tetra nahohřbetá
- Moenkhausia eigenmanni Géry, 1964 – tetra Eigenmannova
- Moenkhausia eurystaenia Marinho, 2010
- Moenkhausia forestii Benine, Mariguela & Oliveira, 2009
- Moenkhausia georgiae Géry, 1965 – tetra Georgiové
- Moenkhausia gracilima Eigenmann, 1908 – tetra útlotělá
- Moenkhausia grandisquamis (Müller & Troschel, 1845)
- Moenkhausia hasemani Eigenmann, 1917 – tetra Hasemanova
- Moenkhausia heikoi Géry & Zarske, 2004
- Moenkhausia hemigrammoides Géry, 1965 – tetra signální
- Moenkhausia hysterosticta Lucinda, Malabarba & Benine, 2007
- Moenkhausia icae Eigenmann, 1908
- Moenkhausia inrai Géry, 1992 – tetra canorinská
- Moenkhausia intermedia Eigenmann, 1908 – tetra běloskvrnná
- Moenkhausia jamesi Eigenmann, 1908 – tetra Jamesova
- Moenkhausia justae Eigenmann, 1908 – tetra pessoanská
- Moenkhausia lata Eigenmann, 1908 – tetra zlatoskvrnná
- Moenkhausia latissima Eigenmann, 1908 – tetra nejširší
- Moenkhausia lepidura (Kner, 1858) – tetra tvrdošupinná
- Moenkhausia leucopomis – Fowler, 1914
- Moenkhausia levidorsa Benine, 2002 – tetra holohřbetá
- Moenkhausia lopezi Britski & Silimon, 2001 – tetra Lopezova
- Moenkhausia loweae Géry, 1992 – tetra xavantinská
- Moenkhausia madeirae Fowler, 1913 – tetra madeirská
- Moenkhausia margitae Zarske & Géry, 2001 – tetra Margitina
- Moenkhausia megalops (Eigenmann in Eigenmann & Ogle, 1907) – tetra itaitubská
- Moenkhausia melogramma Eigenmann, 1908 – tetra písmenková
- Moenkhausia metae Eigenmann, 1922 – tetra říční
- Moenkhausia miangi Steindachner, 1915 – tetra mianganská
- Moenkhausia moisae Gery, Planquette & Le Bail, 1995 – tetra balaténská
- Moenkhausia naponis Böhlke, 1958 – tetra arajunská
- Moenkhausia newtoni Travassos, 1964 – tetra Newtonova
- Moenkhausia nigromarginata Costa, 1994 – tetra černolemá
- Moenkhausia ocoae Fowler, 1943 – tetra ocoaská
- Moenkhausia oligolepis (Günther, 1864) – tetra velkošupinná
- Moenkhausia orteguasae Fowler, 1943 – tetra orteguasanská
- Moenkhausia ovalis (Günther, 1868) – tetra ovalná
- Moenkhausia pankilopteryx – Bertaco & Lucinda, 2006
- Moenkhausia petymbuaba Lima & Birindelli, 2006
- Moenkhausia phaeonota Fink, 1979 – tetra zlatohnědá
- Moenkhausia pirauba Zanata, Birindelli & Moreira, 2010
- Moenkhausia pittieri Eigenmann, 1920 – tetra diamantová
- Moenkhausia plumbea Sousa, Netto-Ferreira & Birindelli, 2010
- Moenkhausia pyrophthalma Costa, 1994 – tetra ohnňooká
- Moenkhausia rara Zarske, Géry & Isbrücker, 2004
- Moenkhausia robertsi Géry, 1964 – tetra Robertsova
- Moenkhausia sanctaefilomenae (Steindachner, 1907) – tetra paraguayská
- Moenkhausia schultzi Fernández-Yépez, 1950 – tetra Schultzova
- Moenkhausia shideleri Eigenmann, 1909 – tetra Schidelerova
- Moenkhausia simulata (Eigenmann in Pearson, 1924) – tetra klamavá
- Moenkhausia surinamensis Géry, 1965 – tetra surinamská
- Moenkhausia takasei Géry, 1964 – tetra Takaseova
- Moenkhausia tergimacula Lucena & Lucena, 1999 – tetra mesanská
- Moenkhausia tridentata Holly, 1929 – tetra trojzubá
- Moenkhausia xinguensis (Steindachner, 1882) – tetra xingunská